# Грезал (Белуно)
Грезал (итал. Gresal) је насеље у Италији у округу Белуно, региону Венето.
Према процени из 2011. у насељу је живело 140 становника. Насеље се налази на надморској висини од 310 м.